# دومپلفلد
دومپلفلد (به آلمانی: Dümpelfeld) یک شهر در آلمان است که در اهرویلر واقع شده‌است. دومپلفلد ۶۶۶ نفر جمعیت دارد.